# 1343
1343 је била проста година.